# Serra del Ferrer

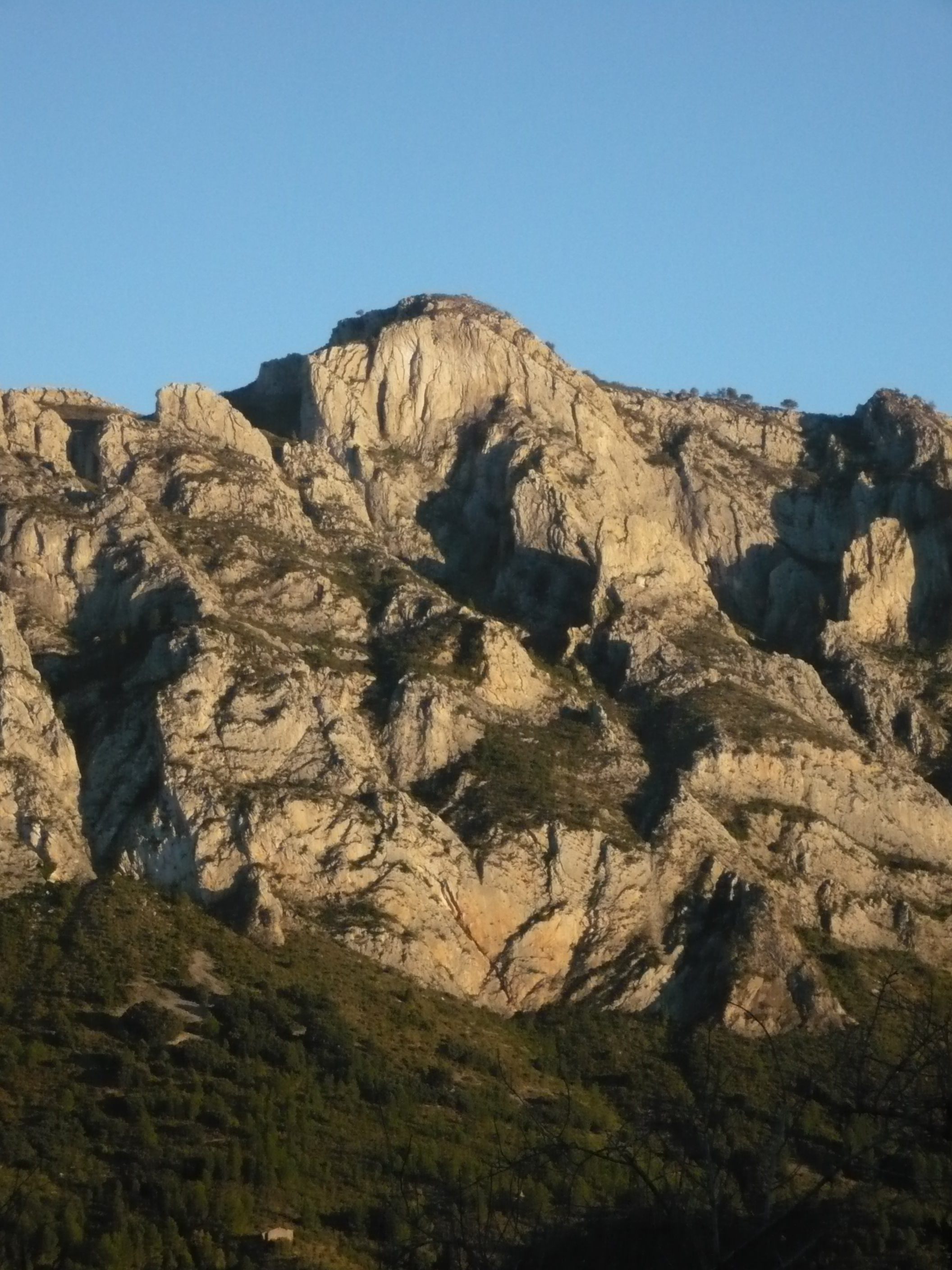
Vista de sa Penya des Migjorn o Pic Ferrer

La Serra del Ferrer està situada entre la de Bèrnia i la del Carrascar de Parcent, en la línia divisòria entre les comarques valencianes de la Marina Alta i la Marina Baixa. És coneguda també amb el nom de Penya Latebra, paraula que en llatí significa amagatall. Té la cota màxima en el Pic Ferrer o Penya des Migjorn, com és conegut a Tàrbena.

## Descripció física
La Serra del Ferrer, amb una llargària de 5 quilòmetres, s'eleva fins als 889 m d'alçada, i separa els termes municipals de Tàrbena, Xaló i Alcalalí.
Al vessant oriental de la serra naix el Barranc de Murta que, després de travessar la partida del mateix nom, confluïx amb el Barranc de Masserof per a formar el Riuet de Cuta, tributari del riu Xaló-Gorgos. El paratge on s'ajunten es denomina Pla dels Barrancs i es troba a uns 1,5 quilòmetres de la població de Xaló.
Al flanc nord s'origina el Barranc de Passula, que és també un afluent del riu Xaló-Gorgos.
Al vessant occidental naix el Barranc de l'Om que discorre paral·lel a la serra, a la partida del Bancal-Llarg s'uneix al Riuet de Sacos, el qual més a baix agafa el nom de Riu Algar.

## Sa Cova de ses Lletres
En la Serra del Ferrer es troba sa Cova de ses Lletres, concretament al terme municipal de Tàrbena, on s'ha localitzat un interessant conjunt de pintures rupestres que pertanyen a l'anomenat art esquemàtic, que es caracteritza per la seua simplicitat pictòrica.